# HTR6
HTR6 (англ. 5-hydroxytryptamine receptor 6) – білок, який кодується однойменним геном, розташованим у людей на короткому плечі 1-ї хромосоми.  Довжина поліпептидного ланцюга білка становить 440 амінокислот, а молекулярна маса — 46 954.
| 10         |  | 20         |  | 30         |  | 40         |  | 50         |
| ---------- |  | ---------- |  | ---------- |  | ---------- |  | ---------- |
| MVPEPGPTAN |  | STPAWGAGPP |  | SAPGGSGWVA |  | AALCVVIALT |  | AAANSLLIAL |
| ICTQPALRNT |  | SNFFLVSLFT |  | SDLMVGLVVM |  | PPAMLNALYG |  | RWVLARGLCL |
| LWTAFDVMCC |  | SASILNLCLI |  | SLDRYLLILS |  | PLRYKLRMTP |  | LRALALVLGA |
| WSLAALASFL |  | PLLLGWHELG |  | HARPPVPGQC |  | RLLASLPFVL |  | VASGLTFFLP |
| SGAICFTYCR |  | ILLAARKQAV |  | QVASLTTGMA |  | SQASETLQVP |  | RTPRPGVESA |
| DSRRLATKHS |  | RKALKASLTL |  | GILLGMFFVT |  | WLPFFVANIV |  | QAVCDCISPG |
| LFDVLTWLGY |  | CNSTMNPIIY |  | PLFMRDFKRA |  | LGRFLPCPRC |  | PRERQASLAS |
| PSLRTSHSGP |  | RPGLSLQQVL |  | PLPLPPDSDS |  | DSDAGSGGSS |  | GLRLTAQLLL |
| PGEATQDPPL |  | PTRAAAAVNF |  | FNIDPAEPEL |  | RPHPLGIPTN |  |            |

A: Аланін

C: Цистеїн

D: Аспарагінова кислота

E: Глутамінова кислота

F: Фенілаланін

G: Гліцин

H: Гістидин

I: Ізолейцин

K: Лізин

L: Лейцин

M: Метіонін

N: Аспарагін

P: Пролін

Q: Глутамін

R: Аргінін

S: Серин

T: Треонін

V: Валін

W: Триптофан

Кодований геном білок за функціями належить до рецепторів, g-білокспряжених рецепторів, білків внутрішньоклітинного сигналінгу. 
Локалізований у клітинній мембрані, мембрані.